# Église Sainte-Marie (Pointe-de-l'Église)
L'église Sainte-Marie est une ancienne église catholique située à Pointe-de-l'Église en Nouvelle-Écosse. Elle serait la plus grande église en bois d'Amérique du Nord : elle mesure 58 m de long avec un transept de 41 m et une hauteur de 56 m.
Conçue par l'architecte français Arthur Regnault, l'église est inspirée par le style breton de France. Il s'agit de la seule église et du seul bâtiment d'envergure construit en bois adoptant ce style architectural. Elle fut érigée entre 1903 et 1905 par Léo Melanson, maître-charpentier, sous la direction du père Pierre-Marie Dagnaud et avec la collaboration d'environ 1500 paroissiens. Initialement plus haute lors de sa construction, le bâtiment a été touché par la foudre en 1914, ce qui a nécessité la reconstruction d'une partie de la flèche. L'église a été officiellement déconsacrée le 24 novembre 2023.

## Histoire
La première église construite dans la région de Clare était celle à Grosses Coques. Construite en 1774, il s'agissait d'une chapelle sommaire destinée à répondre aux besoins des Acadiens revenant du Massachusetts et d'autres régions après le Grand Dérangement, c'est-à-dire la déportation des Acadiens. Une deuxième chapelle a été construite en 1786 sur une pointe de terre s'avançant dans la baie Sainte-Marie, d'où vient le nom « Church Point ».
Une troisième église est construite après l'arrivée de Jean-Mandé Sigogne, le premier prêtre résident. Cette église a été construite le long de la route principale de la communauté, où se trouve aujourd'hui le cimetière paroissial, plutôt que sur la pointe. Un grand nombre de Mi'kmaq lui rendent visite à Sainte-Marie et assistent à ses offices à intervalles réguliers. Un catéchisme bilingue français-mi'kmaq utilisé par Sigogne dans cette église a survécu et est maintenant conservé par les Archives nationales à Ottawa. L'église a brûlé en septembre 1820. Elle fut reconstruite dans un style géorgien classique et servit la communauté de 1829 à 1905, date à laquelle l'église actuelle fut inaugurée.
La construction de l'église actuelle débute en 1903. L'abbé Pierre-Marie Dagnaud, prêtre catholique romain eudiste, est nommé à la tête du Collège Sainte-Anne en 1899, devenant ainsi le curé de Sainte-Marie. Il décide de construire une grande église et engage Arthur Regnault de Rennes, France, comme architecte. L'église est construite par le maître charpentier Léo Melanson avec l'aide de 1500 paroissiens.
En raison de la baisse de la fréquentation et de l'augmentation des coûts d'entretien et de réparation, l'église a tenu son dernier service la veille de Noël 2019. Les coûts de réparation étant estimés à 3 millions de dollars, la Société Édifice Sainte-Marie de la Pointe s'est employée à recueillir les fonds nécessaires jusqu'en 2021.
L'église est officiellement déconsacrée le 24 novembre 2023.
En janvier 2024, l'archidiocèse de Halifax-Yarmouth met l'édifice en vente.
À la fin de l'année 2024, un autre groupe, l'Association Sainte-Marie héritage et développement, s'est organisé. Le groupe travail actuellement à la sauvegarde de la structure, dont la démolition pourrait avoir lieu dès l'été 2025.

## Construction
La conception de l'église a été influencée par l'architecture des célèbres châteaux de la vallée de la Loire et par celle de l'église de Bains-sur-Oust, la ville natale du père Dagnaud, en France. Le clocher central est flanqué d'une paire de tourelles, et quatre autres tourelles entourent la flèche.
L'église étant exposée aux vents violents de la baie de Sainte-Marie, 40 tonnes (44 tonnes courtes) de pierres ont été utilisées pour stabiliser le clocher, et de la toile, plutôt que du plâtre, a été utilisée pour les murs.
Le clocher abrite trois cloches en bronze importées de France, dont la plus grosse pèse près de 800 kilogrammes (1 800 livres).

## Intérieur
L'intérieur de l'église Sainte-Marie présente un haut plafond voûté éclairé par une rangée de fenêtres à claire-voie, au-dessous desquelles s'étend une bande d'arcs romans autour de l'église. Les murs sont peints en blanc et neuf tableaux fleuris sont peints sur les voûtes centrales du plafond. Des bancs en chêne blanc ont remplacé les chaises d'origine.
L'église attire des milliers de touristes chaque année et une salle de musée public a été aménagée à l'intérieur de l'église en 1970. Le musée est aujourd'hui fermé, mais il présentait un reliquaire fabriqué à la main par un artiste acadien de la région et une collection d'objets religieux et liturgiques.

## Efforts de préservation

### Société Édifice Sainte-Marie de la Pointe (2013-2022)
Actif de 2013 à 2022, cet organisme à but non lucratif a entrepris des initiatives de collecte de fonds et de planification en partenariat avec le CDÉNÉ. En 2018, Bloom Consulting a mené une étude, mais les efforts se sont arrêtés en raison d'un manque d'intérêt de la part des consultants nationaux et de soutien financier. L'organisation a finalement cessé ses activités.

### Association Sainte-Marie héritage et développement
Fondée en décembre 2024, cette association communautaire vise à sauver l'église, dont la démolition pourrait avoir lieu dès l'été 2025. Coprésidé par Stéphanie St-Pierre et Gabrielle Bardall, le groupe a organisé une levée de fonds sur GoFundMe pour financer une évaluation technique professionnelle de la structure de l'église.

### Promotion et soutien du patrimoine
En mai 2025, ICOMOS et ICOMOS Canada ont lancé une alerte patrimoine. L'alerte fait sept recommandations, dont les suivantes : arrêter les plans de démolition, maintenir la désignation patrimoniale de l'église, et pour les gouvernements municipaux, provinciaux et fédéraux de s'engager dans une stratégie de conservation.
Le Heritage Trust of Nova Scotia et la Fiducie nationale du Canada ont également exprimé leur inquiétude, soulignant le caractère unique de l'architecture de l'église, qui est la plus haute église en bois d'Amérique du Nord, et son statut d'édifice en péril.

## Communauté et perspectives d'avenir
L'association Sainte-Marie Héritage et Développement souligne la valeur de l'église non seulement en tant qu'édifice religieux, mais aussi en tant qu'atout culturel et économique potentiel pour la région, y compris en termes d'opportunités touristiques.
ICOMOS Canada a recommandé d'intégrer le site dans la stratégie du patrimoine national du Canada par l'intermédiaire de Parcs Canada et d'élaborer un plan de conservation durable.